# حرب تونغو–هانثوادي (1534-1541)
حرب تونعو–هانثوادي (1534–1541) (بالبورمية: တောင်ငူ–ဟံသာဝတီ စစ်)‏ هي صراع عسكري بين مملكة تونغو ومملكة هانثوادي وحلفائها، وهي مملكة برومي واتحاد دول شان، دارت أحداثه في بورما السفلى حاليًا (ميانمار) بين عامي 1534 و1541. جراء سلسلة من الأحداث المستبعدة وغير المحتملة، هزمت المملكة الناشئة والناطقة بالبورمية مملكة هانثوادي الناطقة بلغة المون، والتي كانت قبل الحرب أكثر الممالك ازدهارًا وقوة عقب سقوط مملكة باغان. في الأعوام التالية، استخدمت تونغو ثروة المملكة الجديدة التي استحوذت عليها وقوتها العاملة لتوحيد الكثير من الدول الصغيرة التي وُجدت منذ سقوط إمبراطورية باغان عام 1287.

## خلفية تاريخية
تتموضع تونغو، منذ تأسيسها عام 1279 بصفتها قاعدة أمامية لمملكة باغان، في الزاوية الشرقية المعزولة لسلسلة جبال وهضاب بيغو يوما، وكانت المقاطعة تجلب المشاكل لأسيادها على الدوام. خلال فترة أفا، رتّب حكامها ونواب الحاكم فيها عددًا من التمردات (1427–1428، و1437–1442، و1451–1458، و1468–1470)، وتلقت تونغو في كل مرة مساعدة سرية أو علنية من هانثوادي، والتي رغبت بدورها في إبقاء أفا غير مستقرة.
المثير للسخرية أن تونغو ردّت على تلك المساعدة بغزو هانثوادي نفسها. في نحو العام 1494، غزت تونغو –التي كانت تابعة لأفا حينها– أراضي هانثوادي، واستغلت أزمة الخلافة الكبرى في المملكة. لكن ملك هانثوادي الجديد، بينيا ران الثاني، انتقم عبر حصار تونغو بين عامي 1495 و1496. بالكاد نجت تونغو من الحصار، لذا لم يحرّض نائب الملك في تونغو، مينغي نيو، الجارة الكبرى طيلة حياته. بعد إعلان مينغي نيو استقلال تونغو عن أفا عام 1510، نأى بنفسه عن الصراع الدائر بين أفا واتحاد دول شان. عندما سقطت أفا بيد قوات الاتحاد وبرومي مجتمعة عام 1527، هرب الكثير من الناس إلى تونغو، والتي كانت حينها المنطقة الوحيدة الآمنة في بورما العليا.
لكن تونغو لم تتمكن من النأي بنفسها عن الحرب طويلًا. وصلت الحرب إلى تونغو بين عامي 1532 و1533 عندما هاجم اتحاد دول شان، الذي يحكم الكثير من مناطق بورما العليا، حليفه السابق برومي، ودمر المدينة. كان الاتحاد مكتفيًا في الاحتفاظ ببرومي وجعلها تابعة له، لكن القيادة في تونغو خشيت أن تكون مدينتها الهدف التالي لاتحاد دول شان، والمدينة تقع شرق برومي وعلى نفس العرض الجغرافي ولا يفصلها عن برومي سوى سلسلة بيغو يوما. لحسن حظ تونغو، انشغل الاتحاد بتغيّر القيادة عقب اغتيال الزعيم الرئيس ساولون من مونين عام 1533. فوق ذلك، أثبت موقع تونغو المنعزل وصعب الوصول فعاليته. فعلى عكس برومي، والتي تقع على نهر إرّوادي، حُشرت تونغو خلف سلسلة بيغو يوما الجبلية، وكان من الصعب الوصول إليها جراء غياب أي مجرى مائي كبير يربطها ببورما العليا، ما مثل تحديًا لوجستيًا صعبًا لأي غزوٍ محتمل. في تلك الأثناء، استمر اللاجئون بالهرب نحو تونغو، والتي كانت حينها المملكة الوحيدة التي لم تتأثر بالحرب. أصبح للإمارة الصغيرة قوة عاملة أكبر مما تسمح لها قاعدتها، ولاحقًا، حققت نجاحات تفوق حجمها. قررت قيادة تونغو أن على المملكة «التصرف سريعًا إذا أرادت تجنب سيطرة اتحاد دول شان عليها».
اختار تابينشويتي وبلاطه هانثوادثي هدفًا لهم، لأن ملكها تاكايوتبي كان ضعيفًا ولم يحظ باحترام أتباعه. حكم ساو بينيا، صهر تاكايوتبي، عمليًا منطقة مارتابان وجعلها ذات سيادة مستقلة، وبالكاد اعترف بالملك في بيغو. في المقابل، أبرم تاكايوتبي تحالفًا مع مملكة برومي، وهي تابعة لاتحاد دول شان.